# Людовіка Якобссон-Ейлерс
Людовіка Якобссон (нім. Ludowika Jakobsson, до шлюбу Ейлерс нім. Eilers; 25 липня 1884, Потсдам, Німеччина — 1 листопада 1968, Гельсінкі, Фінляндія) — німецька, а пізніше фінська фігуристка, олімпійська чемпіонка 1920 року в парному катанні. Партнером Людовіки Ейлерс був фінський фігурист Вальтер Якобссон.
Одружилася з Якобссоном у 1911 році, тому Міжнародний союз ковзанярів вважає їх медалі на чемпіонатах світу 1910 і 1911 років наполовину медалями Німеччини і наполовину медалями Фінляндії. Після укладення шлюбу Якобссон представляла на змаганнях Велике князівство Фінляндське, що входило в той час до складу Російської Імперії.
Людовіка Якобссон-Ейлерс також успішно виступала в жіночому одиночному катанні. У 1911 році вона виграла бронзову медаль на чемпіонаті світу, представляючи ще Німеччину.